# Festival international du film de Toronto 1994
Le Festival international du film de Toronto 1994, 19e édition du festival, s'est déroulé du 8 au 17 septembre 1994.

## Prix
| Prix,                                              | Film                   | Réalisateur        |
| -------------------------------------------------- | ---------------------- | ------------------ |
| People's Choice Award                              | Prêtre                 | Antonia Bird       |
| Metro Media Award                                  | Créatures célestes     | Peter Jackson      |
| Best Canadian Feature Film                         | Exotica                | Atom Egoyan        |
| Best Canadian Feature Film - Special Jury Citation | Double Happiness (en)  | Mina Shum (en)     |
| Best Canadian Feature Film - Special Jury Citation | Windigo                | Robert Morin       |
| Best Canadian Short Film                           | Frank's Cock (en)      | Mike Hoolboom (en) |
| Best Canadian Short Film - Special Jury Citation   | Technilogic Ordering   | Philip Hoffman     |
| Best Canadian Short Film - Special Jury Citation   | Make Some Noise        | Andrew Munger      |
| Prix FIPRESCI                                      | Les Silences du palais | Moufida Tlatli     |
| Prix FIPRESCI                                      | Verhängnis             | Fred Kelemen (de)  |

## Programme

### Gala Presentation
- Le Secret de Roan Inish (The Secret of Roan Inish) de John Sayles
- Prêtre (Priest) d'Antonia Bird
- Créatures célestes (Heavenly Creatures) de Peter Jackson
- Les Silences du palais (Samt el qusur) de Moufida Tlatli
- Verhängnis de Fred Kelemen (de)
- Muriel de Paul John Hogan
- L'Âme des guerriers (Once Were Warriors) de Lee Tamahori
- Clerks : Les Employés modèles (Clerks) de Kevin Smith
- Les Évadés (The Shawshank Redemption) de Frank Darabont
- Trois couleurs : Rouge (Trzy kolory. Czerwony) de Krzysztof Kieślowski
- Chungking Express (重慶森林) de Wong Kar-wai
- Swimming with Sharks de George Huang (en)
- Les Cendres du temps (Dung che sai duk) de Wong Kar-wai
- Coups de feu sur Broadway (Bullets Over Broadway) de Woody Allen
- Soleil trompeur (Outomlionnyïé solntsem) de Nikita Mikhalkov
- Little Odessa de James Gray
- Sleep with Me de Rory Kelly
- Le Facteur (Il postino) de Michael Radford
- Freddy sort de la nuit (New Nightmare) de Wes Craven
- Fraise et Chocolat (Fresa y chocolate) de Tomás Gutiérrez Alea et Juan Carlos Tabío
- The Sum of Us de Kevin Dowling (en) et Geoff Burton
- Vive l'amour (Aiqing wansui) de Tsai Ming-liang
- Amateur de Hal Hartley
- Au travers des oliviers (Zir-e derakhtān zeytoun) d'Abbas Kiarostami
- Lamerica de Gianni Amelio
- Blue Sky de Tony Richardson
- L'Eau froide d'Olivier Assayas
- Nadja de Michael Almereyda

### Canadian Perspective
- Whale Music (en) de Richard J. Lewis (en)
- Exotica d'Atom Egoyan
- Double Happiness (en) de Mina Shum (en)
- Windigo de Robert Morin
- Frank's Cock (en) de Mike Hoolboom (en)
- Technilogic Ordering de Philip Hoffman
- Make Some Noise d'Andrew Munger
- Only You de Norman Jewison

### Shortcuts
- Leftovers de Janine Fung

### Midnight Madness
- Le Veilleur de nuit (Nattevagten) d'Ole Bornedal
- L'Amour et un 45 (Love and a .45) de C. M. Talkington
- Schramm de Jörg Buttgereit
- Naked Killer (Chik loh go yeung) de Clarence Fok (zh)
- Dellamorte Dellamore de Michele Soavi
- Tokarefu (ja) de Junji Sakamoto
- The Eagle Shooting Heroes de Jeffrey Lau
- SFW de Jefery Levy

### Documentaires
- Hoop Dreams de Steve James (en)
- Crumb de Terry Zwigoff